# Gilberto I de Roucy
Gilberto I de Roucy (951 - 991 ou 1000) foi Conde de Roucy desde 967 e até á sua morte, tendo sido também Visconde de Reims.
Gilberto I teria 16 anos a quando da morte de seu pai, altura em que recebeu várias homenagens relativas a este e também quando recebeu o condado de Roucy e de Reims, sendo este confiado a Herbert III de Omois. Mais tarde, Eudes I de Blois, Conde de Blois e sucessor de Herbert confia o Viscondado de Reims Gilberto I.

## Relações familiares
Foi filho de Reinaldo de Roucy  (926 - 10 de maio de 967) foi o 1º conde de Roucy e de Reims e de Alberada da Lotaríngia, filha de Gilberto de Lotaringia (c. 885 - Batalha de Andernach, 2 de outubro de 939), duque da Lotaríngia, e de Gerberga de Saxe.
É tido como ter sido casado com uma filha Guilherme III da Aquitânia e de Adélia da Normandia, de quem terá tido:
1. Ebles I de Roucy (? - 11 de maio de 1033), Conde de Roucy e arcebispo de Reims, foi casado com Beatriz de Hainaut, uma neta materna de Hugo Capeto, dado o facto de ser filha de Rainério IV de Hainaut e de Edviges de França[2].
2. Eudes de Roucy, "o Forte" (? - 27 de agosto num ano depois de 1021), foi o 4.º senhor de Rumigny.
3. Liétaud de Marle.
4. Judite de Rethel casou Manassès II de Rethel, Conde de Rethel.